# Modno novinarstvo

## Modno novinarstvo
Modno novinarstvo se najpre može posmatrati kao novinarstvo o modi i modnim događajima, ali ovaj tip novinarstva čine i mediji o modi. U prvom slučaju riječ je zapravo o klasičnom novinarstvu koje za prezentaciju događaja iz ove društvene sfere najčešće upotrebljava reportažu, intervju i kritiku. Posmatrano kao novinarstvo modnih medija, poslednjih dvadesetak godina diferenciralo se u okviru novinarstva svojim gledištima, stilovima pisanja i emitovanja, stvaranjem posebnih novinara-stručnjaka za ovu oblast, i na koncu, osnivanjem specijalizovanih medijskih institucija za praćenje događaja iz ove oblasti.
Modno novinarstvo se u teoriji novinarstva svrstava u takozvani entertainment journalism] , zajedno s muzičkim, televizijskim, filmskim i novinarstvom video-igara, koje se razvija od 80-ih godina prošlog veka.

## Istorija
Istorija časopisa za žene razvija se najpre u Engleskoj , gde su izašle prve dnevne novine ovog tipa, pod imenom Daily Mirror. Nekoliko godina kasnije osnovan je Cosmopolitan 1886. godine u SAD, prvo kao časopis za porodicu, a od 1970. godine kao časopis za žene. Jedan od najstarijih francuskih časopisa namenjen ženskoj publici bio je La Gazette du Bon Ton. Štampan je u period od 1912. do 1925. godine, a sadržajno je bio usmeren na pisanje o modi, životnim stilovima i lepoti. Naslovnice časopisa u to vreme su bile ilustracije, a fotografija je tek sa kolor tehnikom dobila na širem značaju u novinarstvu.
Istorija modnih časopisa namenjenih muškarcima razvija se od 1771. godine, kada je u Londonu štampan prvi primerak novina The Gentleman's Magazin

## Novinari u modnim medijima
Novinari u modnim medijima najčešće rade kao slobodni pisci, istražioci (freelancers), ali oni mogu biti i deo tima stalno zaposlenog u medijima. Pisac u ovoj oblasti mora biti svestrano informisan o trendovima u modi, stilovima, planovima modne industrije, marketinga , PR-agencija, zahtevima tržišta. Ovo je retka oblast medijske prakse u kojoj su vesti u drugom planu i gde se zahteva primena kompleksnije metode i tehnike prikaza događaja. Često to nije samo pisanje složenih i zahtevnih žanrova već pisanje uz mešanje stilova, žanrova i metoda. Kao ni u jednoj drugoj vrsti novinarstva, ovde se mešaju zabavni, informativni i reklamni sadržaj. Modni novinar bi trebalo da poseduje sva klasična znanja novinarskog pisanja, emitovanja i istraživanja, ali to je teže postići u praksi modnog novinarstva zbog snažnog izazova - prisustva komercijalnih i estetskih elemenata u modnom novinarstvu.
Poslednjih nekoliko godina posebnu snagu u modnoj industriji dobile su blog-komunikacije, koje inspirišu publiku na aktivno sudelovanje u modnim trendovima, s jedne, i daju podsticaj modnim dizajnerima u stvaralaštvu, s druge strane.
Najpoznatiji svetski modni časopisi danas su Cosmopolitan,CurveELLE,Femina, InStyle, Life and Style,Jane,Vogue,Family Circle, Essence, Glamour, Grazia Tiraži ovih časopisa uglavnom se kreću od pola miliona do milion.